# Кнут (имя)
Кнут (норв. и швед. Knut), Кнуд (дат. Knud) или Кнутур (исл. Knútur) — скандинавское и немецкое имя, англизированная форма которого — Канут (Canute). В Германии используются как Кнут (Knut), так и Кнуд (Knud). В испанском и португальском языках используется Кануто (Canuto), происходящее от латинской версии Canutus, а в Финляндии есть имя Нуутти (Nuutti), происходящее от имени Кнут. Имя происходит от древнескандинавского Knútr, что означает «узел». В английском языке буква «K» не является немой, поэтому имя не произносится как «нут».
Это имя носили несколько средневековых королей Дании, двое из которых также правили Англией в первой половине XI века, и королей Швеции.

## Известные носители
- Кнуд I Хардекнуд (888-е—948?) — первый король Дании (около 916—948?) из династии Кнютлингов.
- Кнуд Великий (994/995—1035) — король Дании, Англии и Норвегии, владетель Шлезвига и Померании из династии Кнутлингов.
- Хардекнуд (1018/1019—1042) — король Дании (с 1035) и Англии (с 1040) из династии Кнютлингов.
- Кнуд IV Святой (1043?—1086) — король Дании в 1080—1086 годах из династии Эстридсенов, святой покровитель Дании.
- Кнуд Лавард (1096—1131) — сын короля Дании Эрика I, ярл Шлезвига, король венедов.
- Кнуд V Магнуссен (1129–1157) — король Дании с 1146 года, соправитель Свена III и Вальдемара I.
- Кнут I Эрикссон (1150—1195/1196) — король Швеции в 1167—1196 годах из дома Эриков.
- Кнут II Хольмгерссон Длинный (ум. в 1234) — король Швеции в 1229—1234 годах из дома Эриков.
- Кнуд VI (1163—1202) — король Дании с 1182 года из династии Эстридсенов.
- Юхан Густав Кнут Викселль (1851—1926) — шведский экономист, первым синтезировавший концепции австрийской школы, став одним из учителей стокгольмской школы, автор эффекта Викселля.
- Кнут Гамсун (1859—1952) — норвежский писатель, прозаик, драматург, публицист, поэт, лауреат Нобелевской премии по литературе 1920 года.
- Кнуд Йохан Виктор Расмуссен (1879—1933) — датский этнограф, антрополог и полярный исследователь.
- Принц Кнуд Кристиан Фредерик Михаил Датский (1900—1976) — второй сын и младший ребёнок в семье короля Кристиана X и королевы Александрины.
- Кнут Андерс Хаукелид (1911—1994) — норвежский строитель и военный, участник Движения Сопротивления в Норвегии, ставший известным после диверсии на заводах по производству тяжёлой воды в Веморке; генерал-лейтенант вооружённых сил Норвегии.
- Кнут Шмидт-Нильсен (1915—2007) — норвежский и американский биолог, специалист в области сравнительной физиологии животных.
- Кнут Магне Хёугланн (1917—2009) — норвежский путешественник, радиоинженер, участник норвежского движения Сопротивления во время Второй мировой войны, директор музеев «Кон-Тики» и Норвежского движения сопротивления, один из членов экспедиции Тура Хейердала.
- Кнут Олаф Фрюденлунн (1927—1987) — норвежский дипломат, министр иностранных дел Норвегии (1973—1981 и 1986—1987).
- Кнут Кнудсен (род. 1950) — норвежский велогонщик, олимпийский чемпион (1972) и чемпион мира (1973).
- Кнут Райнхардт (род. 1968) — немецкий футболист, бывший полузащитник известный по выступлениям за «Боруссию» (Дортмунд), «Байер 04» и сборную Германии.

## Другое
- Кнут (батог, пуга) — тип ударного орудия, главным элементом которого является длинный плетёный ремень из сыромятной кожи, изначально с узлом на конце.
- Кнут (2006—2011) — белый медведь, родившийся в Берлинском зоопарке.
- Адонис Кнут, умнейший человек Британии и ведущий философ-моралист Оксфорда, персонаж Рика Мэйолла[англ.] в британском ситкоме Believe Nothing[англ.].
- Knut — маткор/сладж-группа из Женевы (Швейцария), сформировавшаяся в 1994 году.
- Кнут — денежная единица вымышленной вселенной Гарри Поттера.
- KNUT[англ.] (101.1 FM), известная также как «Star 101 FM», радиостанция, вещающую в формате Rhythmic Top 40 из Тамунинга (Гуам).